# Perforce
Perforce  je komerční systém pro správu revizí vyvinutý Perforce Software, Inc. První verze byla vydána v roce 1995.

## Architektura
Server Perforce spravuje centrální databázi a hlavní repositář verzí souborů. Perforce podporuje jak Git klienty, tak klienty, kteří používají jeho vlastní protokol. Git Klient může komunikovat se serverem Perforce přes SSH a další Perforce klienti komunikují se serverem přes TCP/IP pomocí vlastního RPC. Uživatelé předkládají změněné soubory jako  changelisty, které se atomicky odesílají na server.

### Server - Metadata
Databáze Perforce je proprietární a přednastavena. Ukládá metadata týkající se systému (stav souborů, atributy souborů, větvení a slučování, historie, changelists, popisy změn, informace o uživatelích, skupinách, štítky apod.). Soubory jsou identifikovány podle namespace (OS-neutrálních souborů). Obsah souboru sám o sobě není uložen v databázi. V databázi je uložen obsah jako MD5 hash, který je použit pro ověření integrity souboru úložiště.
Databázové tabulky jsou uloženy jako binární soubory. Databázi, která byla poškozena, lze obnovovat z nedávných checkpointů.

### Server - Depo
Obsah verzovaného souboru je uložen v hierarchii hlavního adresáře, jehož nejvyšší úrovně se nazývají "depots". Revize textových souborů jsou uloženy jako RCS delty a binární soubory revize jsou uloženy v plném rozsahu. A textové revize jsou uloženy jako RCS deltas a revize binárních souborů jsou uloženy v plném rozsahu.
Kódování použité pro textové soubory v úložišti je buď ASCII nebo UTF-8. V závislosti na konfiguraci serveru Perforce. Soubory v repositáři nejsou šifrovány. Revize, které jsou větvemi nebo kopie jiných revizí jsou virtuální kopie v rámci úložiště. Ve výchozím nastavení jsou zachovávány všechny úpravy, limity lze nastavit na počet dochovaných revizí. Zastaralé revize a soubory mohou být vymazány správcem. Soubory v repositáři musejí být zahrnuty do pravidelných záloh systému.

### Klienti
Klientské části se zhruba dělí do pěti kategorií: Git, příkaz, GUI, web a plugin. Systém Perforce může být dostupný jako repozitáře Git, ať již jako celek nebo jen část. Uživatelé Gitu a jiných klientů mohou pracovat se stejným obsahem souboru a historie. Git "commits" jsou viditelné pro uživatele ostatních klientů jako changelisty Perforce, a naopak.
Původní příkazové rozhraní je P4 - příkazová řádka. P4 može být použito v libovolném shellu nebo skriptu. Ve výchozím nastavení produkuje čitelný výstup, ale může také produkovat tagovaný textový výstup, výstup pro Python, pro Ruby. Nativní C++ a Java API pro Perforce klienty jsou také k dispozici, stejně jako Lua, Perl, Python, PHP, Objective-C. 
Dva GUI klienti jsou k dispozici pro uživatele, multiplatformní, postavený na Qt-frameworku P4V a pouze pro Windows P4Win. Oba podporují většinu uživatelských operací. Správa GUI klienta, P4Admin, podporuje podmnožinu administrativních úkonů. P4Admin, jako P4V je multiplatformní a postavený na Qt-frameworku. P4V a P4Admin lze rozšířit pomocí apletů napsaných v JavaScriptu a HTML. 
Pluginy jsou k dispozici pro IDE Eclipse a Visual Studio.

### Distribuovaný a dálkové ovládání revizí
Perforce má čtyři mechanismy pro poskytování kontroly revizí při distribuci nebo pro vzdálené týmy; tyto mechanismy mohou být použity samostatně nebo v kombinaci. Prvním z nich je proxy server, který ukládá často čtené verze s cílem snížit časy přístupu k souborům pro vzdálené uživatele. Tento mechanismus vyhovuje uzavřeným vývojovým organizacím, kde jsou požadované centrálně řízené úložiště a všeobecně přístupná databáze.
Druhý mechanismus, známý jako remote depots, umožňuje uživatelům připojeným k verzovaným souborům, které spravují jiné servery. S remote depots, každá organizace má kontrolu nad svým vlastním serverem a umožňuje, aby jednotlivé části jeho úložiště viditelné pro ostatní servery. Tento mechanismus se používá pro volně spojené organizace, kde je vyžadován peer-to-peer přístup.
Třetí mechanismus, známý jako replikace, reflektuje všechny (nebo některé) data z úložiště na jiný server. Repliky zajišťují rychlejší dobu odezvy pro vzdálené uživatele.
Konečně, Perforce může být replikován na Git repozitáře, za použití standardního Git protokolu a příkazů.

## Features
- Kompletní soubory a metadata historie
- Celková historie revizí; rozvětvené, přejmenované, přesunuté, kopírované a smazané soubory
- Trojcestné slučování souborů; sloučení, sledování sloučení a prevence znovu-spojování; detekce společného předka
- Grafické verzování, slučování, a offline / online nástroje
- Grafické zobrazování souboru historie
- Centralizovaná úložiště kontroly přístupu s podporou pro distribuovanou kontrolu revizí

## Souběžné změny
Systém Perforce nabízí hybridní merge a lock souběžnostní model. Tak jako při práci s podobnými systémy, uživatelé nezamykají soubory, aby se na nich mohli pracovat a před odesláním své práce do repositáře jsou vyzváni k vyřešení všech konfliktů, které jejich změny způsobili. S Preforce mohou uživatelé případně soubory zamknout, aby zajistily, že nebudou muset tyto konflikty v budoucnu řešit vyřešit.

## Větvení a slučování
Soubor je jednoznačně identifikován svým kompletním názvem souboru, např. //depa/trunk/src/item.cpp. Všechny nesmazané revize souboru mohou být rozvětvené. Perforce využívá inter-file branching, kde větvení vytvoří nový soubor s novým názvem. Například, můj //index.php může být rozvětvený do //index.php a každý ze souborů se pak může vyvíjet nezávisle. Cesty v úložišti jsou brány jako kontejnery pro rozvětvené sady souborů. Například, soubory v //depa/trunk cestě mohou být rozvětvené jako soubory do nového //depot/rel1.0, což vyústí v dvě sety souborů, které se vyvíjející nezávisle a které mohou být v budoucnu sloučeny.
V Perforce je operace, která sloučí změny z jedné větve do druhé nazývána integration. Integrace rozšíří změny z námi upravovaných souborů do odpovídajících cílových souborů. Ve výchozím nastavení integrace převede všechny změny. Naše změny mohou být omezené nebo filtrované podle seznamu změn, data, označení, názvu souboru, či vzoru.

## Dostupnost
Zdarma ke stažení na internetových stránkách Perforce.
Server a klientský software jsou obvykle vydávány dvakrát do roka a to jako předpřipravené spustitelné soubory pro Microsoft Windows, Mac OS X, Linux, Solaris, FreeBSD a další operační systémy.
Použití serveru Perforce je neomezené až pro dvacet uživatelů a dvacet pracovních prostorů, nebo neomezený počet uživatelů a až 1000 souborů, bez licence. Je nutno zakoupit licenci pro více uživatelů nebo více pracovních prostorů, licence lze zakoupit na dobu neurčitou nebo na základě předplatného. 
Free licence jsou k dispozici na open-source software vývoj, školy nebo třídní projekty a zkušební / hodnotící období. Použití Perforce klienta je neomezené, stejně jako on-line přístup k technické dokumentaci.

## Osvojení
V červnu 2012 bylo na více než 400 000 licencovaných uživatelů na 5500 organizací.